# 124-й меридіан східної довготи
124-й меридіан східної довготи — лінія довготи, що лежить на 124 градуси східніше Гринвіцького меридіана. Вона проходить від Північного полюса через Північний Льодовитий океан, Азію, Індійський океан, Австралазію, Південний океан та Антарктиду до Південного полюса.
124-й меридіан східної довготи формує велике коло разом із 56-тим меридіаном західної довготи.

## Список географічних об'єктів, що перетинає 124° сх. д.
Починаючи на Північному полюсі та рухаючись до Південного полюса, 124-й меридіан східної довготи проходить через:
| Координати                                                   | Країна, територія або море | Примітки                                                                                       |
| ------------------------------------------------------------ | -------------------------- | ---------------------------------------------------------------------------------------------- |
| 90°0′ пн. ш. 124°0′ сх. д. / 90.000° пн. ш. 124.000° сх. д.  | Північний Льодовитий океан |                                                                                                |
| 77°55′ пн. ш. 124°0′ сх. д. / 77.917° пн. ш. 124.000° сх. д. | Море Лаптєвих              |                                                                                                |
| 73°48′ пн. ш. 124°0′ сх. д. / 73.800° пн. ш. 124.000° сх. д. | Росія                      | Проходить через дельту Лени                                                                    |
| 53°25′ пн. ш. 124°0′ сх. д. / 53.417° пн. ш. 124.000° сх. д. | КНР                        | Хейлунцзян Внутрішня Монголія Хейлунцзян Цзілінь Ляонін                                        |
| 39°48′ пн. ш. 124°0′ сх. д. / 39.800° пн. ш. 124.000° сх. д. | Жовте море                 |                                                                                                |
| 33°17′ пн. ш. 124°0′ сх. д. / 33.283° пн. ш. 124.000° сх. д. | Східнокитайське море       |                                                                                                |
| 24°20′ пн. ш. 124°0′ сх. д. / 24.333° пн. ш. 124.000° сх. д. | Японія                     | Проходить через острови Кохама та Куросіма                                                     |
| 24°13′ пн. ш. 124°0′ сх. д. / 24.217° пн. ш. 124.000° сх. д. | Філіппінське море          | Проходить східніше острова Лусон, Філіппіни Проходить західніше острова Катандуанес, Філіппіни |
| 13°17′ пн. ш. 124°0′ сх. д. / 13.283° пн. ш. 124.000° сх. д. | Філіппіни                  | Проходить через острів Агутая[de]                                                              |
| 13°13′ пн. ш. 124°0′ сх. д. / 13.217° пн. ш. 124.000° сх. д. | Затока Албай[en]           |                                                                                                |
| 13°5′ пн. ш. 124°0′ сх. д. / 13.083° пн. ш. 124.000° сх. д.  | Філіппіни                  | Проходить через острів Лусон                                                                   |
| 12°33′ пн. ш. 124°0′ сх. д. / 12.550° пн. ш. 124.000° сх. д. | Море Самар                 |                                                                                                |
| 12°2′ пн. ш. 124°0′ сх. д. / 12.033° пн. ш. 124.000° сх. д.  | Філіппіни                  | Проходить через острів Масбате                                                                 |
| 11°48′ пн. ш. 124°0′ сх. д. / 11.800° пн. ш. 124.000° сх. д. | Море Вісаян                |                                                                                                |
| 11°16′ пн. ш. 124°0′ сх. д. / 11.267° пн. ш. 124.000° сх. д. | Філіппіни                  | Проходить через острови Себу та Мактан                                                         |
| 10°17′ пн. ш. 124°0′ сх. д. / 10.283° пн. ш. 124.000° сх. д. | Протока Себу[en]           |                                                                                                |
| 9°58′ пн. ш. 124°0′ сх. д. / 9.967° пн. ш. 124.000° сх. д.   | Філіппіни                  | Проходить через острів Бохоль                                                                  |
| 9°36′ пн. ш. 124°0′ сх. д. / 9.600° пн. ш. 124.000° сх. д.   | Море Мінданао              |                                                                                                |
| 8°11′ пн. ш. 124°0′ сх. д. / 8.183° пн. ш. 124.000° сх. д.   | Філіппіни                  | Проходить через острів Мінданао                                                                |
| 7°38′ пн. ш. 124°0′ сх. д. / 7.633° пн. ш. 124.000° сх. д.   | Море Сулавесі              | Затока Іллана[en]                                                                              |
| 7°3′ пн. ш. 124°0′ сх. д. / 7.050° пн. ш. 124.000° сх. д.    | Філіппіни                  | Проходить через острів Мінданао                                                                |
| 6°48′ пн. ш. 124°0′ сх. д. / 6.800° пн. ш. 124.000° сх. д.   | Море Сулавесі              |                                                                                                |
| 0°53′ пн. ш. 124°0′ сх. д. / 0.883° пн. ш. 124.000° сх. д.   | Індонезія                  | Проходить через півострів Мінагаса на острові Сулавесі                                         |
| 0°22′ пн. ш. 124°0′ сх. д. / 0.367° пн. ш. 124.000° сх. д.   | Молуккське море            |                                                                                                |
| 1°49′ пд. ш. 124°0′ сх. д. / 1.817° пд. ш. 124.000° сх. д.   | Індонезія                  | Проходить через острів Тімпаус[id]                                                             |
| 1°51′ пд. ш. 124°0′ сх. д. / 1.850° пд. ш. 124.000° сх. д.   | Море Банда                 |                                                                                                |
| 5°45′ пд. ш. 124°0′ сх. д. / 5.750° пд. ш. 124.000° сх. д.   | Індонезія                  | Проходить через острови Тукангбесі                                                             |
| 5°58′ пд. ш. 124°0′ сх. д. / 5.967° пд. ш. 124.000° сх. д.   | Море Банда                 |                                                                                                |
| 8°20′ пд. ш. 124°0′ сх. д. / 8.333° пд. ш. 124.000° сх. д.   | Індонезія                  | Проходить через острови Пантар[en]                                                             |
| 8°25′ пд. ш. 124°0′ сх. д. / 8.417° пд. ш. 124.000° сх. д.   | Море Саву                  |                                                                                                |
| 9°20′ пд. ш. 124°0′ сх. д. / 9.333° пд. ш. 124.000° сх. д.   | Індонезія                  | Проходить через острів Тимор                                                                   |
| 10°16′ пд. ш. 124°0′ сх. д. / 10.267° пд. ш. 124.000° сх. д. | Тиморське море             |                                                                                                |
| 11°45′ пд. ш. 124°0′ сх. д. / 11.750° пд. ш. 124.000° сх. д. | Індійський океан           |                                                                                                |
| 16°15′ пд. ш. 124°0′ сх. д. / 16.250° пд. ш. 124.000° сх. д. | Австралія                  | Західна Австралія                                                                              |
| 33°26′ пд. ш. 124°0′ сх. д. / 33.433° пд. ш. 124.000° сх. д. | Індійський океан           | Австралія визнає цю акваторію частиною Південного океану[1][2]                                 |
| 60°0′ пд. ш. 124°0′ сх. д. / 60.000° пд. ш. 124.000° сх. д.  | Південний океан            |                                                                                                |
| 66°9′ пд. ш. 124°0′ сх. д. / 66.150° пд. ш. 124.000° сх. д.  | Антарктида                 | Проходить через Австралійську антарктичну територію (претендує Австралія)                      |